# Gewoon Bloot
Gewoon Bloot is een Nederlands kinderprogramma van de NTR. Het programma wordt gepresenteerd door Edson da Graça. In Gewoon Bloot stellen basisschoolkinderen vragen aan naakte mensen, onder leiding van de presentator. Het programma is gebaseerd op het Deense programma Ultra smider tøjet.

## Ontvangst
Op 4 maart 2021 werd het programma aangekondigd, wat leidde tot felle kritiek. Zo wilde SGP-leider Kees van der Staaij de uitzending van het programma voorkomen.